# Кафјер
Кафјер (фр. Caffiers) насеље је и општина у североисточној Француској у региону Север-Па д Кале, у департману Па де Кале која припада префектури Кале.
По подацима из 2011. године у општини је живело 719 становника, а густина насељености је износила 150,73 становника/km². Општина се простире на површини од 4,77 km². Налази се на средњој надморској висини од 112 метара (максималној 138 m, а минималној 59 m).

## Демографија
| 1962. | 1968. | 1975. | 1982. | 1990. | 1999. | 2011. |
| ----- | ----- | ----- | ----- | ----- | ----- | ----- |
| 507   | 524   | 557   | 562   | 586   | 623   | 719   |

График промене броја становника у току последњих година